# Christian Pouget
Christian Pouget (Gap, 11 gennaio 1966) è un allenatore di hockey su ghiaccio ed ex hockeista su ghiaccio francese, inizialmente nel ruolo di ala sinistra, per poi divenire difensore. Per la fluidità del suo stile di pattinaggio era soprannominato Le Brésilien.

## Carriera

### Club
Nella sua lunga carriera ha giocato nei campionati francese (Ligue Magnus con Gap HC, Brûleurs de Loups Grenoble, Chamonix HC, Dragons de Rouen e Mont-Blanc HC, e Division 1 con Chamonix HC), tedesco (DEL, con gli Adler Mannheim), italiano (Serie A con l'HC Devils Milano, e Serie A2 con l'HC Valpellice) e svizzero (LNB con l'HC La Chaux-de-Fonds).
Nel 2002 fu squalificato per un anno perché risultato positivo ad un test anti-doping (uso di cannabis). Ha annunciato il proprio ritiro il 7 marzo 2009.

### Nazionale
Ha vestito poi per 17 anni la maglia della nazionale francese, prendendo parte a tre edizioni dei giochi olimpici (1988, 1992 e 1998) e a dodici del campionato del mondo (quattro di gruppo B: 1987, 1989, 1990 e 1991; uno di I divisione: 2001; sette di gruppo A: 1992, 1993, 1995, 1996, 1997, 1999 e 2004).

### Allenatore
Nella stagione 2009-2010 si è seduto sulla panchina dei Dragons de Rouen come assistant coach. Nel corso della stagione successiva, a febbraio, venne chiamato in sostituzione di Christopher Lepers nel ruolo di primo allenatore del Mont-Blanc HC, incarico dal quale venne sollevato nel dicembre del 2012.

## Palmarès

### Club
- Campionato francese: 1

Grenoble: 1990-1991
- Campionato italiano: 1

Milan: 1993-1994
- Campionato tedesco: 3

Mannheim: 1996-1997, 1997-1998, 1998-1999

### Individuale
- Trofeo Albert Hassler: 3

1987, 1995, 2002
- Ligue Magnus All Star Game: 5

1987, 2006, 2007, 2008, 2009